# ياسين البكري
الشيخ ياسين صادق رشيد البكري (1904–1973) هو أحد أبرز الشخصيات الوطنية والدينية في فلسطين خلال القرن العشرين، ويمثل رمزًا من رموز المقاومة الفلسطينية في القدس.

## النشأة والتعليم
وُلد الشيخ ياسين البكري في مدينة الخليل عام 1904. تلقى تعليمه الأولي في الكتّاب، ثم التحق بمدرسة شرعية في المدينة، حيث درس علوم الدين واللغة العربية. في أوائل عشرينيات القرن الماضي، سافر إلى مصر والتحق بالأزهر الشريف، حيث تخرج في أواخر عام 1929 حائزًا على شهادة "العالِميّة"، وهي أعلى شهادة يمنحها الأزهر للخريجين.

## العمل الوطني والديني
بعد عودته إلى الخليل، انتقل عام 1930 إلى مدينة القدس، حيث عمل مدرسًا في "مدرسة المسجد الأقصى" في حي عقبة المفتي. بعد إغلاق هذه المدرسة في أواخر ثلاثينيات القرن الماضي، انتقل للتدريس في "المدرسة الإبراهيمية". خلال هذه الفترة، انخرط في النشاط السياسي والوطني، وشارك في ثورة فلسطين الكبرى (1936–1939). ألقت سلطات الانتداب البريطاني القبض عليه أثناء الثورة وأودعته السجن الشهير "سجن المزرعة" بالقرب من مدينة عكا، حيث لبث فيه عامين ونصف.

## معركة أسوار القدس
عندما اندلعت حرب 1948، انضم الشيخ ياسين البكري إلى حركة "الجهاد المقدس"، وكُلف بقيادة فريق من المجاهدين للدفاع عن البلدة القديمة في القدس. خاض عدة معارك على أسوار المدينة، من أبرزها معركة القطمون ومعركة البقعة ومعركة المونتفيوري. كان له دور بارز في المفاوضات التي أدت إلى إخلاء "حارة اليهود" في 28 مايو 1948.

## بعد النكبة
بعد انتهاء الحرب، استمر الشيخ ياسين في عمله إمامًا ومدرسًا في المسجد الأقصى المبارك. كان أيضًا شاعرًا، حيث نظم قصيدة في مدح النبي محمد صلى الله عليه وسلم بعنوان "البكرية في مدح خير البرية"، التي تجاوزت مائتي بيت، ونُشرت في كتيب طُبع في حياته. استمر في نظم الشعر السياسي والوطني حتى وفاته.

## الوفاة والإرث
توفي الشيخ ياسين البكري في 29 أبريل 1973، ودفن في مقبرة باب الرحمة المتاخمة لباب الأسباط، تحت السور الشرقي للحرم القدسي الشريف. يُعد الشيخ البكري رمزًا من رموز المقاومة الفلسطينية، وترك إرثًا دينيًا ووطنياً عميقًا في تاريخ القدس وفلسطين.